# Doonesbury
Doonesbury est un comic strip réalisé par l'Américain Garry Trudeau depuis 1970. Cette bande dessinée suit les aventures et la vie d'un éventail de personnages d'âges, de professions et d'horizons variés ; du président des États-Unis au personnage principal, Michael Doonesbury, étudiant au début de la série, qui a vieilli au fil des années.
Créé dans « les affres de la contre-culture des années 60 et 70 » et souvent de nature politique, Doonesbury présente des personnages issu d'une large palette d'affiliations, mais le dessin animé est connu pour son point de vue libéral. Le nom « Doonesbury » est une combinaison du mot doone (argot américain de l'école préparatoire pour quelqu'un qui est ignorant, inattentif ou insouciant) et le nom de famille de Charles Pillsbury, colocataire de Trudeau à l'université Yale.
Doonesbury est écrit et illustré par Garry Trudeau, puis encré et lettré par un assistant : Don Carlton puis Todd Pound. Les pages dominicales sont colorisées par George Corsillo. Depuis février 2014, les bandes quotidiennes sont des rediffusions, les pages dominicales restant inédites.

## Présentation générale
Doonesbury est l'une des premières bandes dessinées américaines à succès diffusée dans la presse traditionnelle et à avoir commenté frontalement l'actualité politique, à la manière du dessin de presse. Bien que Trudeau y développe un point de vue libéral qui conduise régulièrement à la suppression du strip de certaines publications, Doonesbury est diffusé dans plus de 1 400 journaux et a valu à son auteur de nombreux prix prestigieux. En 1975 il reçoit le prix Pulitzer du dessin de presse, ce qui est une première pour un comic strip. En 1977 un court métrage adapté de ce comics reçoit un prix spécial au festival de Cannes.
Son personnage principal est Michael Doonesbury, élève de Walden College, université fictionnelle d'élite inspirée de Yale, l'alma mater de Trudeau. Jusqu'en 1983, la série suit Mike et ses amis au sein de l'université et de la commune où ils vivent, tout en commentant avec ironie les affaires politiques en cours. Dès le début des années 1970, le président des États-Unis et son entourage (tel Henry Kissinger), apparaissent ainsi régulièrement.
En 1983-1984, Trudeau cesse de dessiner Doonesbury pour se consacrer au développement d'une comédie musicale inspirée par sa série (en). Lorsqu'il la reprend il décide de faire vieillir ses personnages à peu près au même rythme que lui, afin de commenter avec plus d'acuité son époque et de chroniquer l'évolution de la génération du baby boom, de la contre-culture aux années Reagan. Outre les anciens étudiants de la première période, la série s'enrichit de nombreux personnages : leurs épouses, enfants, collègues de travail, etc. Au milieu des années 2010, Michael Doonesbury et ses amis sont des quinquagénaires ayant plutôt bien réussi dans la vie.
Doonesbury a fait l'objet de très nombreuses publications en recueil depuis 1972, quoique aucune édition intégrale chronologique n'ait jamais été publiée au format papier. Un CD-ROM a cependant été édité dans les années 2000. Cette série a inspiré plusieurs autres auteurs, comme Berkeley Breathed (Bloom County). Traduite dans de nombreuses langues, elle reste très peu connue dans le monde francophone.